# Dodicilune Edizioni Discografiche e Musicali
Dodicilune è un'etichetta discografica indipendente italiana fondata  nel 1995 principalmente dedicata alla pubblicazione di musica jazz.

## Descrizione
Nata nel 1995 con uno studio di registrazione mobile per riprese dal vivo e d’ambiente, si è trasformata successivamente in un'etichetta discografica per produzioni di musica classica, world e jazz.
Negli anni dal 1999 al 2008 ha affiancato all’attività editoriale l'organizzazione Festival Jazz del Salento Jazle,, con 64 concerti di artisti di fama mondiale tra i quali Lee Konitz, Brad Mehldau, Jim Hall, John Taylor, Gato Barbieri, Richard Galliano, Eliane Elias.
Membro dell'Associazione delle Etichette Indipendenti di Jazz e della Europe Jazz Network, ha un catalogo è di oltre 350 produzioni discografiche. Nel 2017, 2020 e 2022 si è aggiudicata il premio Top Jazz con Roberto Ottaviano. 
CD e vinili sono distribuiti dalla International Records Distribution, mentre le edizioni digitali sono distribuite tramite Believe Digital.

## Sottoetichette
Parte del gruppo Dodicilune sono differenti linee editoriali:
- Dodicilune Records, dedicata al jazz di ricerca e contemporaneo;[8]
- Koinè, dedicata all’espressività musicale legata alla voce;[9]
- Fonosfere, per la musica etnica;[10]
- Controvento, dedicata alla canzone d’autore;[11]
- Confini, per l'innovazione;[12]
- WYSIWYG, per l’unplugged e il live.[13]